# Krzemienica Dolna
Krzemienica Dolna (biał. Крамяніца Дольная; ros. Кремяница Дольная) – wieś na Białorusi, w obwodzie grodzieńskim, w rejonie zelwieńskim, w sielsowiecie Krzemienica.
W dwudziestoleciu międzywojennym miejscowość leżała w Polsce, w województwie białostockim, w powiecie wołkowyskim, w gminie Krzemienica. 16 października 1933 utworzyła gromadę w gminie Krzemienica. Po II wojnie światowej weszła w struktury ZSRR.